# 973
973 је била проста година.

## Догађаји
- Пролеће – Византијска војска, предвођена генералом Мелијасом (Доместик школа на истоку), наставља операције у Горњој Месопотамији.
- Мелиас креће против Амиде (модерна Турска). Побеђује Арапе изван зидина и почиње да опседа град. После неколико дана, силовит ветар и густа прашина разлеже се над византијским логором. Покривени прашином, Арапи нападају и пробијају Византинце. Многи од њих су заклани, а неки, укључујући Мелијаса, заробљени. Претходни византијски добици у овој области су изгубљени. Рањени Мелијас умире касније у заточеништву.
- 7. мај – Цар Отон I (Велики) умире у Мемлебену у Тирингији (савремена Немачка) после 37-годишње владавине. Наслеђује га његов 18-годишњи син Отон II (Црвени), који постаје апсолутни владар Светог римског царства. Његова мајка Аделаида ће имати велики утицај на Отона, иако ће њена раскошна филантропија бити извор свађе. Отоново наслеђе доводи до сукоба у јужнонемачким војводствима и у Лотарингији.
- Едгар I Мирољубиви је крунисан за краља током краљевске церемоније у Батху од стране надбискупа Данстана. На савету у Честеру, Лотијан (регија Ловландс) је уступљен Шкотској, у замену за верност од краља Кенета II.
- Едгар I креће са својом војском на север до Честера. Његова морнарица га тамо среће преко Ирског мора. Ова демонстрација снаге убеђује 'северне краљеве' да се потчине његовом господарству.
- Калиф Ал-Муиз преноси краљевску резиденцију Фатимидског калифата из Ел-Мансурије (савремени Тунис) у новоосновани град Каиро у Египту. Он оставља генерала Булугина ибн Зирија да управља западним северноафричким територијама, које ће постати провинција Магреб (што значи Запад).
- Каранфилић, ђумбир, црни бибер и други источњачки зачини доступни су за куповину на пијаци у Мајнцу. Зачине у град доносе јеврејски путујући трговци, познати као Радханити, који имају контакте у међународној трговини између хришћанског и исламског света.
- 19. јануар – Папа Бенедикт VI посвећен је за 134. папу Католичке цркве. Он је постављен у Рим уз одобрење Отона I и постаје марионетски владар Светог римског царства. Римска аристократија негодује због Отонове доминације у римским грађанским и црквеним пословима.
- Руски кнез Јарополк Свјатославич је послао амбасадоре са богатим поклонима у Јужну Саксонију код немачког цара Отона I Великог у град Кведлинбург, намеравајући да накнадно закључи војно-политички савез.

## Смрти
- 7. мај — Отон I Велики, немачки краљ и цар Светог римског царства (*912.)